# Падение и обращение Теофила
«Падение и обращение Теофила вицедоминуса» (лат. Lapsus et conversio Theophili vicedomini), также «Теофил» (лат. Theophilus) — религиозная поэма (стихотворная «легенда») Хросвиты (Гросвиты, Росвиты) Гандерсгеймской, немецкой католической монахини и поэтессы периода «Оттоновского возрождения». В целом ей принадлежит восемь произведений в этом жанре. Они были написаны на латинском языке леонинским гекзаметром (в том числе «Теофил») или дистихами (одна легенда) во второй половине Х века. Автор собрала свои произведения в три книги. Первая из них (liber primus) открывается предисловием и стихами, обращёнными к настоятельнице монастыря Герберге. Эти и другие произведения Хросвиты были открыты и изданы Конрадом Цельтисом в 1501 году.  
В основе сюжета легенда о Теофиле (Феофиле), который был архидиаконом Аданы и занимал пост управителя (эконома) епископа Аданы. Потеряв положение в церкви, он продал душу дьяволу, но был спасён благодаря заступничеству Девы Марии. Он начал вести праведный образ жизни и стал почитаться как святой. Евтихиан из Аданы оставил первые записи о биографии Феофила, своего учителя. В VIII веке это житие было переведено на латинский язык Павлом Диаконом. Якоб Гримм писал, что легенда Хросвиты является первой обработкой истории о Теофиле из известных ему. На этот же сюжет была создана первая немецкоязычная духовная драма (около 1450) в жанре чуда Девы Марии. Известны и другие обработки истории. «Падение и обращение Теофила» некоторыми исследователями считается одним из ранних источников сюжета легенды о Фаусте. 

## Сюжет
Теофил потерял должность заместителя епископа (в поэме — vicedomini) на Сицилии, после того как умер покровительствующий ему родственник. Сначала он был рад этому, так как мог больше времени посвящать Богу, однако позже на почве уязвленного честолюбия он был искушён дьяволом и при посредстве еврея-чернокнижника заключил с ним сделку, продав свою бессмертную душу. Получив прежнее место, Теофил потерял спокойствие. В раскаянии он обращается к Богоматери и вымаливает прощение. После этого он посвящает себя праведной жизни.    